# Limnonectes bannaensis
Espèce
Limnonectes bannaensis est une espèce d'amphibiens de la famille des Dicroglossidae.

## Répartition
Cette espèce est endémique de Chine. Elle se rencontre dans le Sud et l'Ouest du Yunnan, au Guangxi et dans l'extrême Sud du Hunan.
Sa présence en Birmanie, au Laos et au Viêt Nam est incertaine.

## Description
Le mâle holotype mesure 87,5 mm.

## Étymologie
Son nom d'espèce, composé de banna et du suffixe latin -ensis, « qui vit dans, qui habite », lui a été donné en référence au lieu de sa découverte, Banna.

## Publication originale
- Ye, Fei & Jiang, 2007 : A New Ranidae Species from China Limnonectes bannaensis (Ranidae: Anura). Zoological Research, Kunming, vol. 28, no 5, p. 545-550 (texte intégral).